# Gramophone Company
Gramophone Company — звукозаписывающая компания, базировавшая в Великобритании. Была основана в Лондоне Эмилем Берлинером, по разным источникам, в 1898 или 1899 году.